# Regina Llopis Rivas
Pour les articles homonymes, voir Llopis et Rivas.
Regina Llopis Rivas (née en 1950) est une mathématicienne et universitaire vénézuélienne, spécialiste en intelligence artificielle, présidente du Groupe AIA. Elle est propriétaire du brevet HELM/FLOW.

## Biographie
Regina Llopis Rivas est née à Cumaná, au Venezuela. Elle obtient son diplôme de mathématiques à  l'université du Maryland et son doctorat en mathématiques appliquées à l'intelligence artificielle à l'université de Californie à Berkeley. Elle réalise également un diplôme à l'Institut d'études supérieures de commerce de Barcelone.
Son père encourageait ses filles à être ambitieuses dans leur choix de carrière. Elle épouse le physicien Antoni Trias Bonet.

## Activités professionnelles
Elle travaille au département de mathématiques et de sciences du calcul de l'université de Simón Bolivar à Caracas, d'abord assistante, puis en 1980 elle devient professeur agrégée, puis en 1984 professeure associée. Elle fonde et dirige en 1988 la société Aplicaciones en Informática Avanzada SL. 
Cette société obtient, en juin 2009, un brevet pour son système de méthodologie de gestion des réseaux de transmission et distribution électriques, Holomorphic Embedding Load-flow Method (HELM), qui résout le problème des pannes électriques, en réduisant le temps de réponse avant ceux-ci et en réussissant l'épargne de coûts dans la distribution d'énergie électrique. Cet outil est utilisé par l'entreprise Pacific Gaz & Electric Company et la Commission fédérale d'électricité mexicaine,.

## Prix et distinctions
- 1972 : prix académique du département de mathématiques de l'université de Maryland[1].
- 2004 : prix Juan Bufí de la Fondation de Bufí y Planas.
- 2015 : IWEC AWARD (IWEC – International Entrepreneurial Challenge Foundation[5].
- 2017 : prix Ada Byron (es) de la femme en technologies, de la faculté d'ingénierie de l'université de Deusto[5].
- 2019 : prix de la femme chef d'entreprise, attribué par la Federación Española de Mujeres Directivas, Ejecutivas, Profesionales y Empresarias[6].